# 電子工業会

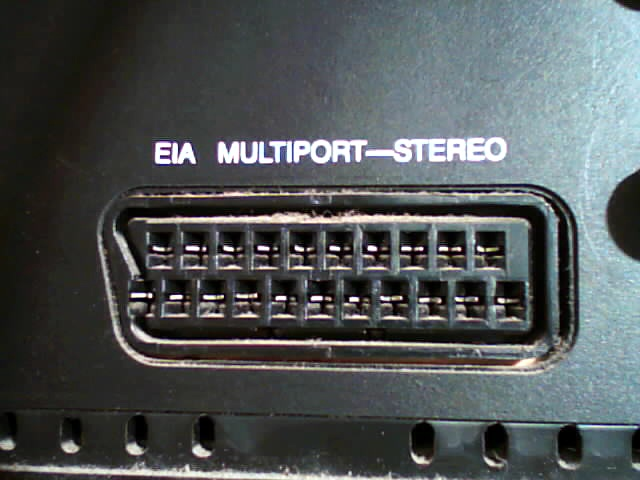
EIA規格の「EIAマルチポート」端子。

Electronic Industries Alliance（1997年まではElectronic Industries Associationと称していた）は、アメリカエレクトロニクスの業界団体で、各種調査、提言、規格制定を行っていたが、2011年2月11日に事業停止した。本部はバージニア州アーリントンにあった。略称EIA。かつて制定されたEIA規格の管理などはElectronic Components Industry Association (ECIA)に引き継がれている。
会員企業は、電子部品メーカーから航空、軍事産業などの複合システムメーカーまで約1,300社からなる。規格の制定についてはAmerican National Standards Institute (ANSI) からも信任されていた。
EIAが定めた規格の例としては、シリアル通信のRS-232や、EIA-574がある。また、LAN用のツイストペアケーブルの規格はEIA/TIA-568Bである。
日本の同様の組織は電子情報技術産業協会（JEITA、かつては日本電子機械工業会 (EIAJ)）である。